# Abu al-Mahasin Yusuf al-Fasi
Abu al-Mahasin Yusuf al-Fasi (en arabe : أبو المحاسن يوسف الفاسي), il est né vers 1530/1531 à Ksar El Kebir, (actuelle Maroc) et mort  14 août 1604 à Fès. Il était une figure majeure du soufisme au maghreb et fondateur de la Zawiya al-Fassiya à Fès. Il appartenait à la famille al-Fasi. Il est notable pour son influence sur l'ensemble du nord-ouest de l'Afrique. En 1578, il a participé à la célèbre bataille de Ksar El Kebir contre les Portugais. Il est le père de Mohammed al-Arbi al-Fasi.